# Krysantemumorden
Krysantemumorden (大勲位菊花章 Dai-kun'i kikka-shō?) är Japans högsta orden. Den instiftad den 27 december 1876 av kejsar Meiji. Ordens kedja lades till den 4 januari 1888. Trots att orden tekniskt sett endast har en klass kan den utdelas med antingen med kedja eller med ordensband. Till skillnad från sina europeiska motsvarigheter kan den ges postumt.
Kedjan kan endast utdelas postumt, med undantag för den regerande kejsaren, som automatiskt innehar graden. Undantag görs för utländska statsöverhuvuden som kan tilldelas kedjan som ett tecken på vänskap.
Det stora ordensbandet är den högsta möjliga utmärkelsen en japansk medborgare kan beviljas under sin livstid. Bortsett från det kejserliga hushållet har bara tre stora ordensband tilldelats levande medborgarna och elva avlidna.
Ordenstecknet är i form av en fyruddigt förgyllt kors med vita emaljerade strålar; mitten har en röd emaljerad solskiva. På vart och ett av de fyra hörnen finns en gul-emaljerad krysantemumblomma med gröna emaljerade krysantemumblad. Ordenstecknet är upphängd på en gul-emaljerad krysantemum, antingen på kedja eller på det stora ordensbandet.
Kraschanen liknar ett ordenstecken utfört i silver, utan den upphängda krysantemum och med en åttauddig förgylld medaljong (vita emaljerade strålar och röd emaljerad solskiva) placerad i mitten. Det bärs på vänster bröst.
Det stora ordensbandet är rött med mörkblå kantränder och bärs över höger axel.

## Släpspännen
| Släpspännen | Släpspännen |
| ----------- | ----------- |
| Kedja       | Storkors    |